# حمام همجنس‌گرایان مرد

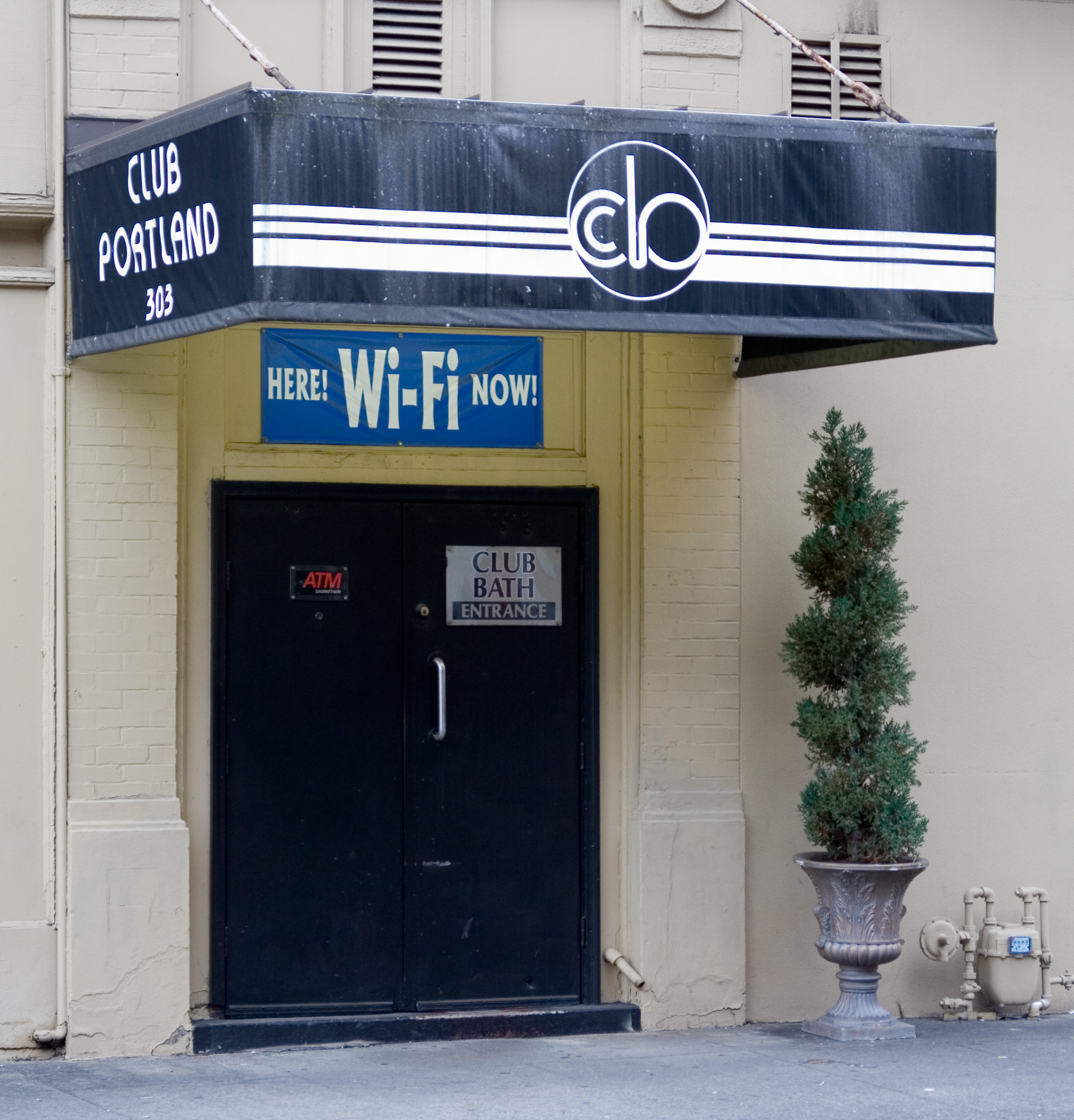
یک حمام برای همجنسگرایان مرد در آمریکا

حمام همجنسگرایان مرد اماکنی تجاری هستند برای مردانی که با مردان آمیزش می‌کنند. این نوع از حمام‌ها نباید با حمام عمومی معمولی اشتباه گرفته شوند. چون حمام همجنسگرایان مرد، محلی برای آمیزش جنسی است نه برای حمام کردن.
البته تمام مردانی که به این نوع از حمام‌ها می‌روند را نمی‌توان همجنسگرا تلقی کرد، زیرا افرادی با دیگر تمایلات جنسی از جمله دوجنسگرایان نیز از این حمام‌ها استفاده می‌کنند. حمام‌های مخصوص برای بانوان کم هستند. اما حمام مردان، بعضی شب‌ها به زنان همجنسگرا یا فقط به زنان اختصاص داده می‌شوند.
این حمام‌ها از لحاظ وسعت و امکانات رفاهی تفاوت‌های زیادی با هم دارند. از حمام‌های کوچک با تعداد ۱۰ تا ۲۰ اتاق و تعدادی قفسه گرفته تا حمام‌هایی که دارای چندین سونا با اتاق‌های متنوع و اتاق‌های بخار آب، وان‌های جکوزی و حتی استخر هستند. البته معمولاً بیشتر این حمام‌ها دارای یک اتاق بخار آب (یا سونای خیس)، سونای خشک، دوش‌ها، قفسه‌ها و صندوق‌هایی برای نگهداری لباس و وسایل، و همچنین اتاق‌های خصوصی کوچک هستند.
برای استفاده از بسیاری از این حمام‌ها باید عضو شد و حق عضویت پرداخت. برخلاف روسپی‌خانه، مشتری‌ها فقط برای استفاده از امکانات رفاهی پول پرداخت می‌کنند. آمیزش‌های جنسی که در این حمام‌ها رخ می‌دهد، بین خود مشتری‌هاست و توسط پرسنل حمام تدارک دیده نشده و به خاطرش پولی مبادله نمی‌شود. تن‌فروشی در بسیاری از این حمام‌ها ممنوع است.